# Seattle Times Building
El Seattle Times Building es la antigua sede de The Seattle Times, ubicado en Seattle, la ciudad más grande del estado de Washington (Estados Unidos). Tiene tres pisos y fue ocupado por el periódico desde 1931 hasta 2011. Reemplazó al Times Square Building. Se construyó en 1931 y luego se amplió para acomodar más espacio de oficina y prensas más grandes.
El exterior y el techo fueron designados como un hito de la ciudad en 1996. Diseñado por Robert C. Reamer con elementos de los estilos art déco y Moderne, el edificio de hormigón armado fue representativo de la arquitectura de principios del siglo XX en Seattle.
El periódico se mudó del edificio en 2011 y lo vendió en 2013 a Onni Group, un desarrollador inmobiliario canadiense, que planea construir cuatro rascacielos residenciales en el sitio y el estacionamiento adyacente al sur. Onni planea preservar la fachada e integrarla en el podio de un edificio de 73,2 m, convirtiéndola en un balcón-azotea. La demolición comenzó en octubre de 2016, después de incidentes que involucraron a ocupantes ilegales en la propiedad.

## Arquitectura y diseño

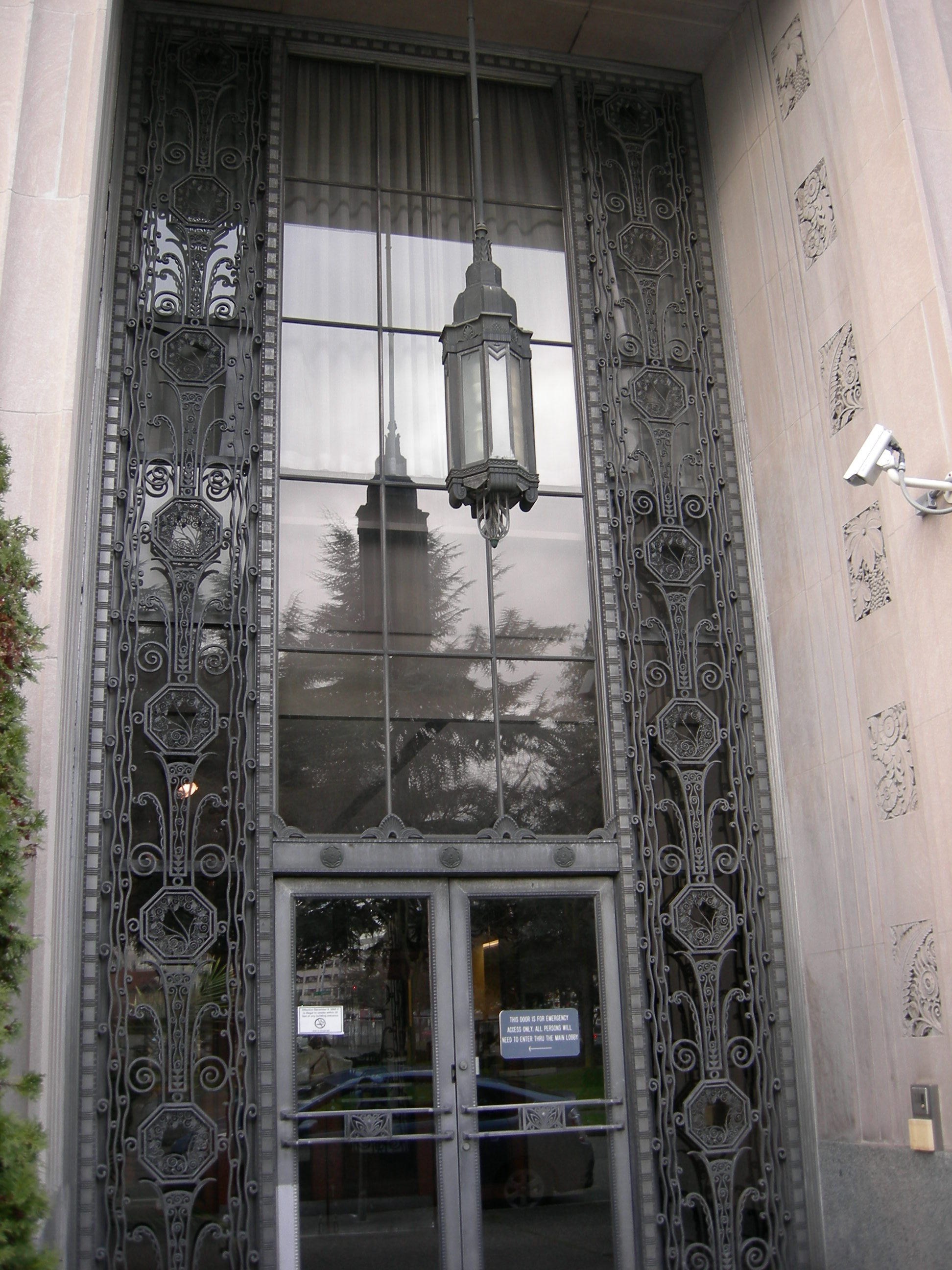
La entrada principal del edificio, fotografiada en 2007

El Seattle Times Building estaba situado en una manzana completa delimitada al sur por John Street, al oeste por Boren Avenue North, al norte por Thomas Street y al este por Fairview Avenue North; el complejo estaba ubicado en el vecindario South Lake Union al norte de Denny Way. El complejo estaba compuesto por seis edificios, incluido el de oficinas y la imprenta construidos en 1931, así como varias adiciones. La mayoría de los inmuebles tenía una estructura de hormigón armado, con algo de piedra caliza de Indiana en las fachadas de los más antiguos.
El edificio original, que medía 41 m largo, 21 m ancho y 7 m alto, fue diseñado en 1930 por Robert C. Reamer, conocido por su trabajo en el Metropolitan Tract de Seattle y en el parque nacional de Yellowstone. El edificio fue descrito como una pieza art déco con elementos que luego se utilizarían en la arquitectura Moderne. Sus columnas y masas simétricas fueron extraídas del clasicismo Beaux Arts, con elementos de minimalismo; Reamer también fue influenciado por los llamados de Paul Philippe Cret a un "clasicismo muerto de hambre".
La entrada principal del edificio de oficinas de 1931, en la esquina sureste de la cuadra, miraba al sur en John Street hacia el centro de Seattle y tenía el nombre del periódico grabado en la piedra sobre la entrada principal; el letrero se complementó durante varias décadas con un letrero dorado adornado con el membrete del periódico que se instaló sobre la entrada principal. El exterior del edificio de oficinas tenía detalles sutiles, incluidas columnas grabadas y rejas de aluminio en las ventanas, renunciando a los adornos para un diseño más simple que enfatizaba su masa. La entrada principal estaba detrás de una elaborada puerta de aluminio, decorada con octágonos, espirales y motivos florales. A los lados de la entrada había paneles de piedra caliza con motivos florales tallados en relieve.
En el interior del vestíbulo público del edificio había paredes y suelos de mármol de Botticino de color tostado claro, este último en forma de terrazo. El resto del edificio utilizó baldosas de caucho para pisos, de color verde y marrón. La planta de impresión anexa al edificio de oficinas, así como las adiciones posteriores, tenían diseños más simples fundidos íntegramente en hormigón armado.

## Historia

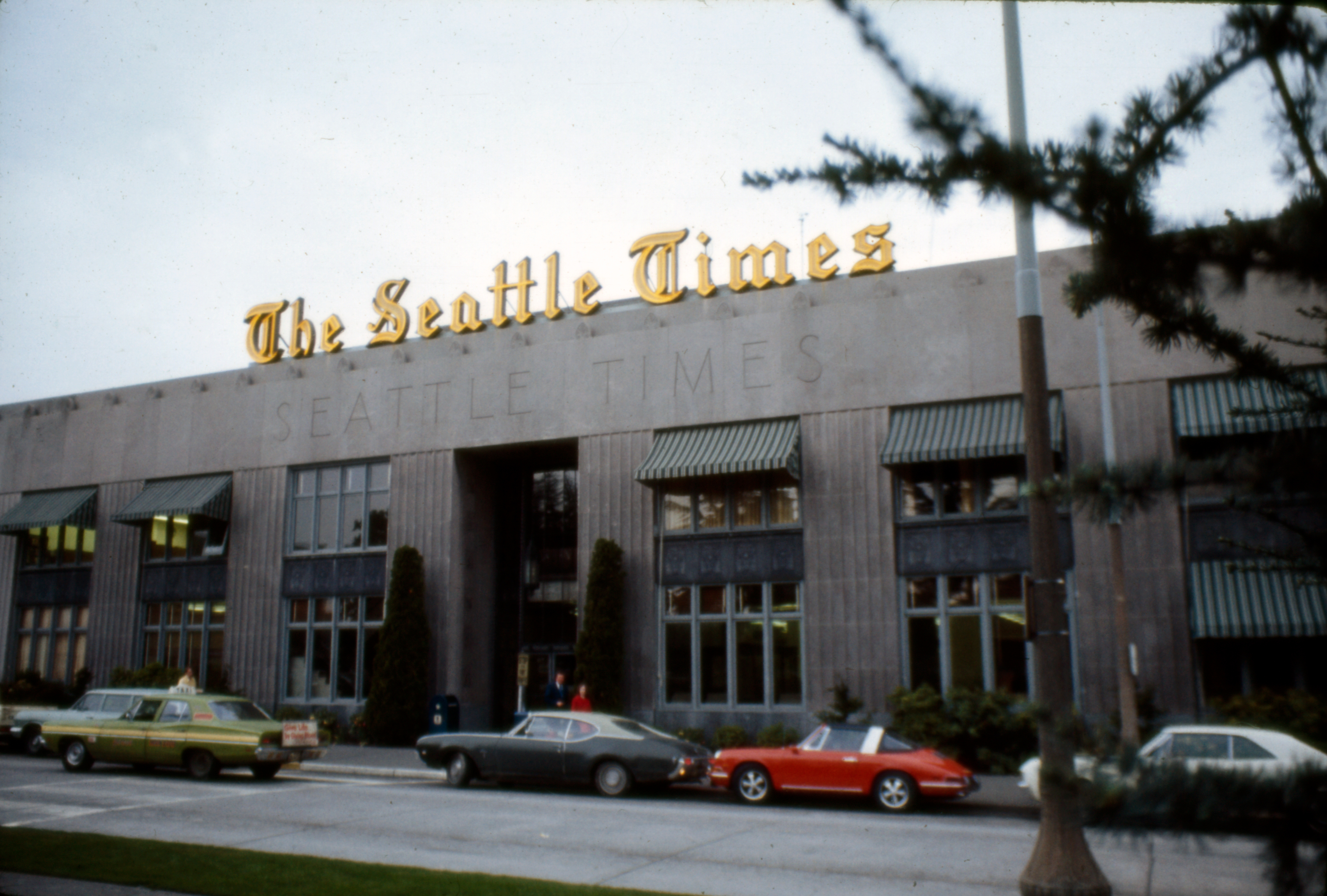
The Times Building frente a John Street en la década de 1970, con el logotipo dorado del Times instalado en 1947

A partir de 1916, el Blethen Building, cerca de la actual McGraw Square, fue la sede y la planta de impresión de The Seattle Times, uno de los dos periódicos diarios de Seattle. El periódico se había fundado en 1896 y se trasladó de dos oficinas y plantas de impresión anteriores, y cada vez se trasladó más y más al norte del histórico distrito comercial central de la ciudad. Para 1930, la circulación del diario era de más de 100 000 copias y la tensión de su crecimiento había provocado que la ubicación se quedara sin espacio para oficinas y presentara problemas logísticos con la impresión y distribución, especialmente como Stewart Street, utilizada por camiones de reparto y apodada "Times Alley ", se había convertido en una vía importante para el tráfico de automóviles.
En el verano de 1929, The Seattle Times Company reveló planes para construir un nuevo complejo de edificios a lo largo de Fairview Avenue en el vecindario de Cascade para sus nuevas oficinas y planta de impresión, para que sea una oficina moderna de clase A con 11 m²  de superficie. El antiguo edificio fue construido para convertirse fácilmente en un edificio de oficinas tradicional. Los planes anteriores habían exigido que el edificio se elevara a nueve pisos para adaptarse al crecimiento del periódico. El personal del periódico y la Metropolitan Building Company llevaron a cabo una ceremonia de inauguración el 26 de septiembre de 1929, y ambos esperaban que el proyecto se completara el año siguiente. Los cimientos del edificio fueron diseñados y construidos para soportar un posible rascacielos de 20 a 30 pisos sobre la oficina de tres pisos. El proyecto de 1.25 millones de dólares (equivalente a 25.04 millones de dólares en 2020 ) fue financiado parcialmente a través de 600,000 dólares en bonos anunciados en el Times. construcción en el sitio comenzó el 9 de junio de 1930, con una importante excavación por parte de los contratistas generales Teufel & Carlson.
Para prepararse para el traslado de las imprentas, el Times comenzó a publicar versiones más breves de sus diarios en diciembre de 1930. El periódico comenzó a publicar en el nuevo edificio el 2 de marzo de 1931, utilizando una prensa capaz de imprimir 40 000 copias por hora. La nueva instalación fue anunciada como "la mejor planta construida hasta ahora para un periódico estadounidense" por el editor del periódico, CB Blethen; otros periódicos de todo el estado de Washington felicitaron al Times por su movimiento y felicitaron al edificio y la planta por su modernidad y funcionalidad. La ubicación del edificio en Fairview Avenue dio lugar a un apodo, "Fairview Fanny", acuñado por el columnista de Teamster Ed Donohoe para referirse a la reputación del periódico como un periódico pesado y lento para cambiar.

### Adiciones y renovaciones
La primera gran adición al edificio, un edificio de oficinas de tres pisos con 697 m²  de espacio de piso principalmente para el departamento de anuncios clasificados, se completó hacia el oeste en 1947. El proyecto de 125 000 dólares se pospuso durante la Segunda Guerra Mundial debido a la escasez de materiales, lo que resultó en condiciones de hacinamiento, ya que la circulación, durante los 16 años de historia del edificio, se duplicó a más de 175 000 diarios y 225 000 los domingos. Un letrero dorado iluminado con el logo del Times 1,8 m también se colocaron letras en la parte superior de la entrada del edificio en John Street. En 1950, el edificio se amplió hacia el norte en 13 935 m² , que alberga una sala de correo más grande, una nueva sala de redacción y oficinas para la oficina de Associated Press y los departamentos dominicales. En diciembre de 1959 se instaló un letrero de reloj y temperatura en la esquina sureste del edificio, con el texto "Today's News Today"; que provocó comparaciones con el Seattle Post-Intelligencer mundo ' que se instaló en 1948, que se utilizan como símbolos de la filosofía de cada papel. El reloj se cambió más tarde para leer "Desde 1896" y se agregó una pantalla de temperatura digital debajo; se detuvo permanentemente a las 2:40 cuando se desalojó el edificio.
El crecimiento de la posguerra en el número de lectores de periódicos provocó una expansión aún mayor, de 3,5 millones de dólares en 1964 para adaptarse a prensas de ocho unidades y una nueva sala de prensa de tres pisos al oeste de la planta de impresión. Cuatro años más tarde, una adición aún mayor de 6 millones de dólares consumiría el último de los estacionamientos de superficie en el bloque de la propiedad, construyendo una sala de redacción de dos pisos revestida de concreto reforzado en lugar de la piedra caliza utilizada en el edificio de 1931; se construyó un puente elevado a través de un callejón para conectar con el edificio de oficinas más antiguo. En 1979, la nueva sala de redacción fue renovada y modernizada y se llenó y cerró un callejón cercano.
El 23 de mayo de 1983, el Seattle Post-Intelligencer inició su acuerdo de funcionamiento conjunto con el Times, lo que llevó a que ambos periódicos imprimieran sus diarios y la edición dominical combinada en el Seattle Times Building; la operación conjunta cesaría en 2009 después de que el PI dejara de publicarse y pasara a un formato solo en línea. La medida llevó al Times a comprar terrenos adicionales para una futura expansión, incluido el Troy Laundry Building al norte, por un total de 14 acres (5,7 ha) en el barrio de South Lake Union. La impresión de ambos papeles se complementaría más tarde con una planta satélite de 150 millones de dólares en Bothell que se inauguró en 1992, con opciones para construir otras plantas en Renton y el centro de Seattle, según se informa, bajo consideración.

## Reurbanización en curso
El 11 de marzo de 1996, el Ayuntamiento de Seattle designó el exterior y el techo del edificio original de 1931 como un hito de la ciudad de Seattle, habiendo aprobado una recomendación de la Junta de Preservación de Monumentos Históricos. La medida fue impulsada por una propuesta a largo plazo de The Seattle Times Company para reconstruir su terreno en South Lake Union, a un costo de 150 millones de dólares, preservando el carácter histórico de los dos edificios. Los planes incluían dos edificios de oficinas de 10 pisos, una planta de impresión más grande y un estacionamiento de varios niveles.
The Seattle Times Company comenzó a vender parcelas de su tierra en South Lake Union a desarrolladores inmobiliarios en 2004 para evitar despidos y pagar los honorarios legales durante una batalla judicial contra Seattle Post-Intelligencer. En enero de 2011, The Times Company anunció sus planes de mudarse del Seattle Times Building al 1000 Denny Building a una cuadra de distancia, con el antiguo edificio listo para la remodelación. Al año siguiente, la compañía comenzó a comercializar los dos bloques restantes que poseían, incluido el edificio Times y un estacionamiento al sur, solicitando un total de 80 millones de dólares. El ayuntamiento aprobó una rezona de South Lake Union en mayo de 2013, lo que permite edificios de hasta 73 m en las propiedades.
El 31 de julio de 2013, The Times Company anunció que los dos bloques se venderían al desarrollador Onni Group, con sede en Vancouver, por 62,5 millones de dólares, con 29 millones de dólares pagados por el Times Building en noviembre. En noviembre, el grupo dio a conocer su propuesta de construir cuatro torres residenciales de gran altura en los dos bloques, incluidas dos de 73,2 m torres sobre el Seattle Times Building. Las fachadas emblemáticas del edificio están planeadas para ser conservadas y restauradas, y utilizadas como un podio comercial con una plaza en la azotea. En 2018, la empresa presentó nuevos planos para el bloque que incluirían dos torres de oficinas de 16 y 17 pisos.

### Okupas

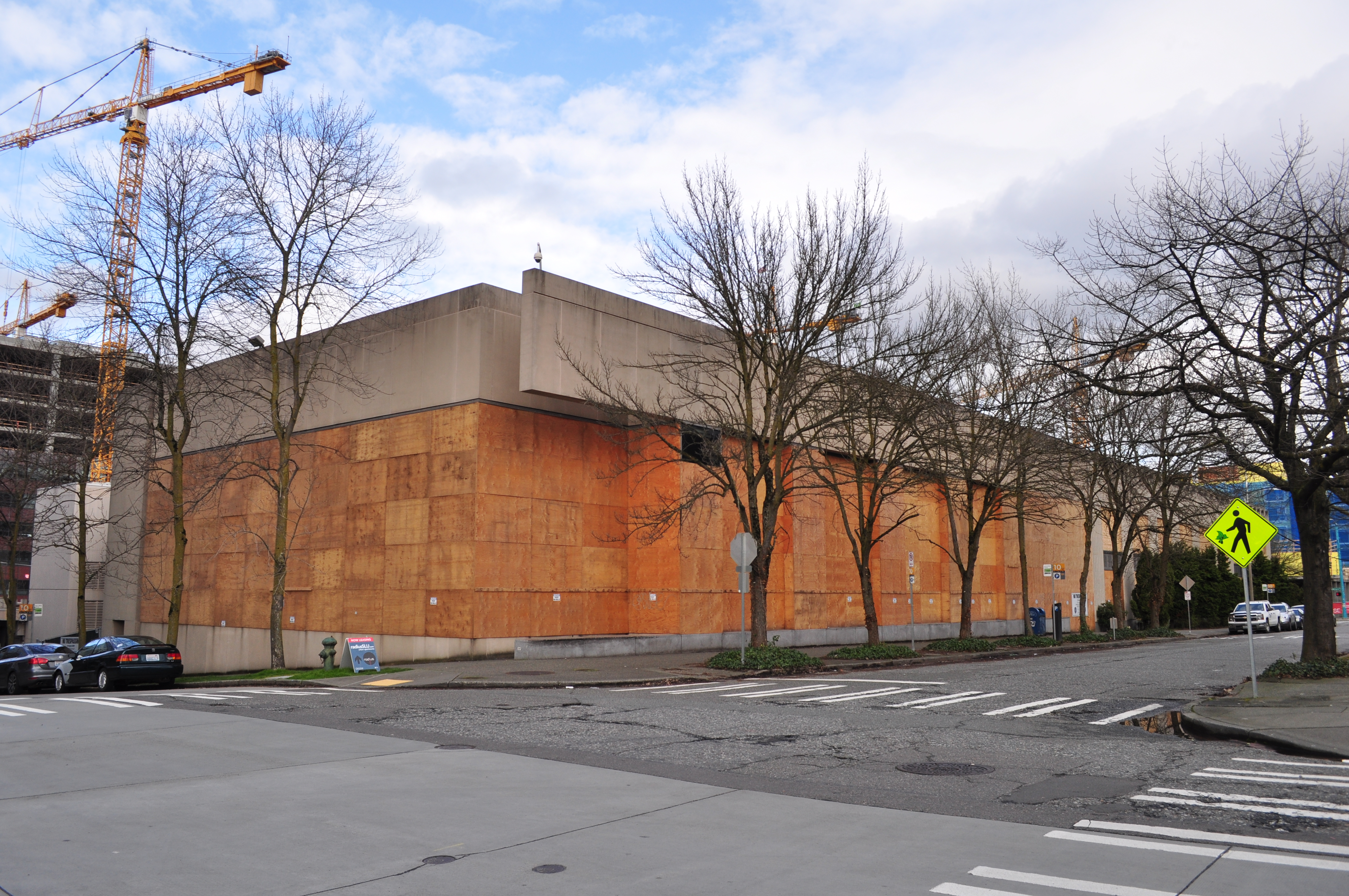
El edificio en 2016, tapiada en preparación para la demolición

Desde que el sitio fue vendido a Onni en 2013, una serie de incidentes con okupas y vándalos han llamado la atención sobre los problemas de seguridad en el edificio vacío. En octubre de 2014, la ciudad de Seattle comenzó a explorar acciones legales por el hecho de que Onni no asegurara el sitio; KIRO-TV informó que al menos 10 ocupantes ilegales ocuparon el edificio, cuyo primer piso había sido tapiado.
El 30 de septiembre de 2015, el Departamento de Policía de Seattle despejó el edificio de ocupantes ilegales, un estimado de 50 a 200 personas, después de los intentos fallidos de Onni de asegurar la propiedad. Antes de la operación, la ciudad había recibido varias quejas y llamadas médicas al edificio en respuesta a sobredosis de drogas.
Una serie de incendios en noviembre de 2015, diciembre de 2015, y julio de 2016 llevaron a una propuesta de la ciudad para acelerar el proceso de permisos de demolición para el sitio. El jefe del batallón de operaciones del Departamento de Bomberos de Seattle, Bryan Hatings, calificó el edificio como una "trampa mortal" después del incendio de julio de 2016, e informó que al menos de 10 a 12 ocupantes ilegales habían estado viviendo allí.

### Demolición
La demolición del lado norte y oeste del edificio comenzó en octubre de 2016. La adición del lado oeste fue demolida por completo en marzo de 2017, y otras partes del complejo fueron demolidas en septiembre de 2017. Se conservaron dos lados de la fachada y se prevé que se integren en el nuevo edificio.